# کبری خزعلی
کبری خزعلی استادیار دانشگاه علوم پزشکی تهران است.
وی خواهر مهدی خزعلی و انسیه خزعلی و فرزند ابوالقاسم خزعلی است. او نماینده شورای عالی انقلاب فرهنگی در شورای فرهنگی اجتماعی زنان و خانواده از سال ۱۳۶۸ تا دی ۱۴۰۲ بوده‌است.

## نظرات

### مخالفت با غربالگری جنین
کبری خزعلی از مبلغان افزایش جمعیت و از مخالفان دخالت پزشکی و سقط جنین است. او تلاش می‌کند شرایط سقط جنین را سخت‌تر کند. او پیش تر نیز در رابطه با غربالگری پیش از زایمان گفته بود: در حال حاضر کشورهای غربی غربالگری را قبول ندارند و مردم را به افزایش جمعیت تشویق می‌کند.

### ماجرای قتلرومینا اشرفی
کبری خزعلی چندی پیش هم در ماجرای قتل رومینا اشرفی توسط پدرش اظهار نظر عجیبی را مطرح کرد که با انتقادهای فراوانی رو به رو شد و نهایتاً منجر به حذف توئیت او شد.
او نوشته بود: خون رومینا اشرفی‌ها بر گردن مسئولانی است که با آموزش نامناسب ۲۰۳۰ و رها کردن فضای مجازی باعث شده‌اند نوجوانان به بلوغ جنسی زودرس برسند و اگر جوان بخواهد از راه درست ازدواج کند به او برچسب کودک همسری می‌زنند و جامعه را بر علیه آن می‌کنند تا جایی که پدر قاتل فرزند خود می‌شود.

## افشاگری‌ها در مورد او

### خانه ۵۰ میلیون دلاری کبری خزعلی
کبری خزعلی (رئیس شورای اجتماعی زنان، پشتیبان زیادزایی زنان و حذف غربالگری پیش از زایمان) خانه ای مصادره ای دارد که به گفته مهدی خزعلی در سال ۱۳۹۹ معادل ۵۰۰ میلیارد تومان (بیش از ۵۰ میلیون دلار آمریکا) ارزش داشته‌است. مهدی خزعلی اولین بار این خبر را افشا کرد و نیز گفت دو فرزند از سه فرزند کبری در خارج از کشور زندگی می‌کنند.

### آپارتمان ۲۰۰ متری از ملک مصادره ای شاه
در شهریور ۱۳۹۷ مهدی خزعلی افشا کرد که خانواده او ملک مصادره ای متعلق به خانواده شاه را بدون مزایده خریده‌اند و به او و هریک از خواهران و برادرانش یک آپارتمان ۲۰۰ متری از این معامله رسیده‌است و وی از رضا پهلوی برای آن آپارتمان طلب حلالیت کرد.

### پسر و دختر کبری خزعلی در آمریکا
در شهریور ۱۴۰۱ کاربری در توئیتر دربارهٔ اینکه احسان نوحی بزنجانی، فرزند کبری خزعلی، رئیس شورای فرهنگی و اجتماعی زنان و خانواده شورای عالی انقلاب فرهنگی نیز در آمریکا زندگی می‌کند، افشاگری کرد. سپس مهدی خزعلی دربارهٔ این خبر گفت:خبر صحت دارد، نه تنها پسر کبری خانم؛ حتی خواهرزاده دیگرم، یعنی دختر ایشان نیز سال‌هاست که در آمریکا زندگی می‌کند.